# ゆり (人工衛星)
ゆり (BS) は、宇宙開発事業団（NASDA）（現：宇宙航空研究開発機構）の実験用中型放送衛星である。2号打ち上げ成功以降、放送実験用衛星シリーズを「ゆりシリーズ」と呼ぶ。

## ゆり1号
1978年（昭和53年）4月8日にケネディ宇宙センターからデルタ2914型ロケット140号機で打ち上げられた。東経110度の静止軌道に投入された後、同年7月20日から郵政省電波研究所を中心とした衛星放送の各種実験が行われた。
1980年（昭和55年）6月17日までに搭載中継器3系統すべての送信機能が停止したために、それ以後は伝播実験、管制・開発実験などが行われていたが、1982年（昭和57年）1月に姿勢制御用の燃料が尽きたために運用を終了した。

### 目的
テレビ電波の家庭における個別受信を目標とする直接放送衛星システムのために必要な技術的条件の確立、衛星放送システムの制御・運用技術確立、及び衛星からの電波の受信効果の確認実験を行うことを目的として開発された。この時は実験段階であったため、一般視聴者へ向けた実用的な放送は行われなかった。

## ゆり2号
ゆり2号aは、1984年（昭和59年）1月23日にN-IIロケット5号機で種子島宇宙センターから打ち上げられた。
ゆり2号bは、1986年（昭和61年）2月12日にN-IIロケット7号機で種子島宇宙センターから打ち上げられた。
このゆり2号から、実質世界初となる「一般視聴者の聴取を目的にした衛星放送」の営業放送を開始した。当初ゆり2号aを使って2チャンネル体制での無料試験放送として開始する予定だったが、太陽電池の不具合が発生し、当初衛星第2放送で使用する予定だったBS-15ch以外が使用できず、急遽衛星第1放送をBS-11chから変更する形で1チャンネル体制で暫定開局し、1986年のゆり2号bの打ち上げ成功により、本来の2チャンネル体制での放送が可能となった。
- 1984年5月 - NHK衛星第1テレビジョンのみで「無料試験放送」として開始。
- 1986年12月 - NHK衛星第2テレビジョンの「無料試験放送」開始。
- 1989年（平成元年）6月 - NHK衛星放送2チャンネルの「有料本放送」開始[2]。

## ゆり3号
ゆり3号aは、1990年（平成2年）8月28日にH-Iロケット7号機で種子島宇宙センターから打ち上げられた。
ゆり3号bは、1991年（平成3年）8月25日にH-Iロケット8号機で種子島宇宙センターから打ち上げられた。
ゆり2号 (BS-2) を引き継ぎ、沖縄・小笠原などの離島を含む日本全土への一般家庭向け直接衛星放送 (DBS) サービスをおこなうことを目的とした。
- 1990年12月 - 日本衛星放送（WOWOW）の「無料サービス放送（=試験放送）」開始。同時にNHK衛星放送の送信をゆり2号から3号に切り替え[3]。
- 1991年4月 - 日本衛星放送の「有料本放送」開始[4]。
- 1991年11月 - 事実上世界初の実用ハイビジョン専門放送局としてハイビジョン推進協会・試験放送開始[5]。
- 1997年 - B-SATを後継衛星とし、一連のゆりシリーズからの衛星放送は終了した。

## 地球食による太陽電池の低下と放送休止
この「ゆり」時代は、春分と秋分の時期を中心とした、毎年2月下旬-4月上旬、並びに9月上旬-10月中旬の約1か月半前後にわたり、深夜～未明にかけて、衛星が地球・太陽などと重なり、充分な電池の供給が難しくなる「食」とよばれる現象が発生した。このため、食の該当時間帯を中心に深夜0:30から4:30の間、停波を伴う放送休止が発生していた。
後継衛星のB-SATでは、この「食」による太陽電池の低下を防ぐための蓄電池の強化が図られ、食期間中でも24時間常時電波を送出できるように改善された。